# 多洛 (阿摩尔滨海省)
多洛（法語：Dolo，法語發音：[dɔlo]）是法国阿摩尔滨海省的一个旧市镇，位于该省东部，属于迪南区。2016年1月1日，多洛与市镇瑞贡莱拉克合并为新市镇瑞贡莱拉克新市镇。2024年1月1日起，新市镇恢复“瑞贡莱拉克”一名。

## 地理
多洛（48°23'2"N, 2°19'46"W）面积11.88 平方千米，位于法国布列塔尼大區阿摩尔滨海省，该省份为法国西北部沿海省份，位于布列塔尼半岛北部，北濒大西洋英吉利海峡，西接菲尼斯泰尔省，南至莫尔比昂省，东临伊勒-维莱讷省。
与多洛接壤的市镇（或旧市镇、城区）包括：瑞贡莱拉克、普莱内瑞贡、塞维尼亚克。
多洛的时区为UTC+01:00、UTC+02:00（夏令时）。

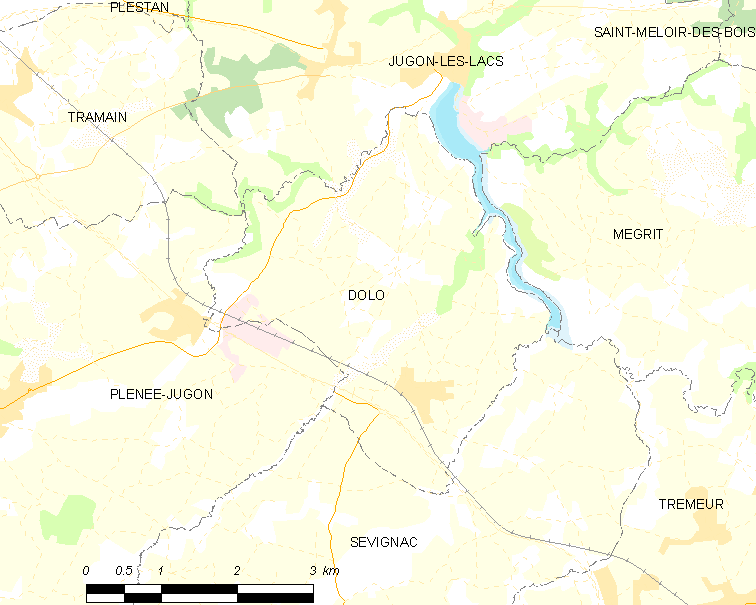
多洛的OSM定位图

## 行政
多洛的邮政编码为22270，INSEE市镇编码为22051。

## 政治
多洛所属的省级选区为普莱内瑞贡县。

## 人口

1962-2008年间多洛人口变化图示

多洛于2018年1月1日时的人口数量为700人。